# 禁獄
禁獄（きんごく）とは、獄に未決囚あるいは受刑者を拘禁すること、またそれを手段とした刑罰。時代によって差異がある。

## 律令制から明治初期まで
律令法の五刑には獄に拘禁するのみの刑は存在しなかった。囚獄司という官司も存在したが、その目的は未決囚の拘留、死罪・流罪の執行までの拘禁、徒刑者の収容・拘禁にあった。
平安時代に死刑の停止が行われると、これに代わる刑罰の1つとして令外官である検非違使で行われるようになった。
鎌倉時代の御成敗式目などでは、悪口や傷害などの軽微な犯罪に対して行われて、召籠とも呼ばれた。
江戸時代には永牢・過怠牢などの刑罰が存在した。
明治初期には、律令法の五刑がそのまま復活したために禁獄規定は無かったが、杖罪・笞刑の代用として禁獄・懲役の採用が行われ、明治6年（1873年）に死刑と懲役の二本立てに整理され、その際に士族に対する閏刑として自宅での禁錮が採用されたが、翌年には獄中での禁錮に変更され名称も「禁獄」とされた。

## 旧刑法における禁獄
概要
明治13年（1880年）の所謂旧刑法では閏刑としての禁獄は廃止され、代わりに労役を伴わない拘禁刑として懲役より軽い刑として採用された。
禁獄には刑期によって2種類があり、6年以上8年以下の軽禁獄（けいきんごく）と9年以上11年以下の重禁獄（じゅうきんごく）があった(旧刑法23条2項)。禁獄は、死刑及び流刑(無期流刑・有期流刑)とともに国事に関する重罪の刑とされ、流刑が島地の獄に幽閉することとされていた(旧刑法20条1項)のに対し、禁獄は内地の獄に入れる(旧刑法23条1項)という違いがあった。
加重及び減軽
重禁獄を加重するべきときは有期流刑(12年以上15年以下)に処することとされていた(旧刑法68条)。また、軽禁獄を減軽するべき時は2年以上5年以下の軽禁錮に処することとされていた(旧刑法69条2項)。
禁獄が適用された罪
旧刑法の下で禁獄を定めた罪としては、内乱において「兵器金穀ヲ資給シ又ハ諸般ノ職務ヲ爲シタル」者を重禁獄(情状が軽い者は軽禁獄)に処するというものがある(旧刑法121条3号)。
廃止
禁獄は明治40年（1907年）現行刑法制定時に廃止されて、現在の禁錮刑に代わった。